# Vasile Pipa
Vasile Pipa este un fost senator român în legislatura 1992-1996 ales în județul Vaslui pe listele partidului FDSN. În cadrul activității sale parlamentare, Vasile Pipa a fost membru în comisia pentru drepturile omului, culte și minorități.

## Legaturi externe
- Vasile Pipa Arhivat în 22 august 2016, la Wayback Machine. la cdep.ro